# Druga Crnogorska Liga 2024/25
Die Druga Crnogorska Liga 2024/25 war die 19. Spielzeit der zweithöchsten montenegrinischen Fußballliga. Sie begann am 10. August 2024 und endete am 24. Mai 2025.
Abgestiegen waren aus der höchsten Liga FK Rudar Pljevlja und OFK Mladost Donja Gorica. Sie ersetzten die beiden Aufsteiger der letzten Saison FK Bokelj Kotor und FK Otrant-Olympic. Nicht mehr dabei waren auch die beiden Absteiger in die dritte Liga FK Berane und FK Internacional. Dafür stieg FK Ibar Rožaje auf.
Nachdem die Drittligisten FK Budva und FK Zeta Golubovci in einem umstrittenen 3:3-Unentschieden im letzten Spiel der Play-off-Runde beide weiterkamen, wurden beide Teams wegen Spielmanipulationen gesperrt.

## Modus
Die neun Mannschaften traten jeweils viermal gegeneinander an, zweimal zu Hause und zweimal auswärts. Der Tabellenerste stieg direkt in die Prva Crnogorska Liga auf, während der Zweite und Dritte über die Relegation aufsteigen konnten. Die letzten zwei Teams stiegen in die Treća Crnogorska Liga ab.

## Vereine
| Verein                   | Stadt              | Stadion                 | Kapazität |
| ------------------------ | ------------------ | ----------------------- | --------- |
| FK Rudar Pljevlja        | Pljevlja           | Stadion Gradski         | 11.0000   |
| FK Podgorica             | Podgorica          | DG Arena                | 4.300     |
| OFK Mladost Donja Gorica | Podgorica          | DG Arena                | 4.300     |
| FK Grbalj Radanovići     | Radanovići (Kotor) | Stadion Radanovićima    | 1.500     |
| FK Igalo 1929            | Igalo              | Stadion Solila          | 1.600     |
| FK KOM Podgorica         | Podgorica          | Stadion Zlatica         | 3.000     |
| FK Iskra Danilovgrad     | Danilovgrad        | Braća Velašević Stadion | 2.500     |
| FK Lovćen Cetinje        | Cetinje            | Stadion Obilića Poljana | 2.000     |
| FK Ibar Rožaje           | Rožaje             | Stadion Nandzovo Brdo   | 2.500     |

## Abschlusstabelle
| Pl. | Verein                       | Sp. | S  | U  | N  | Tore    | Diff. | Punkte |
| --- | ---------------------------- | --- | -- | -- | -- | ------- | ----- | ------ |
| 1.  | OFK Mladost Donja Gorica (A) | 32  | 21 | 7  | 4  | 054:240 | +30   | 70     |
| 2.  | FK Rudar Pljevlja (A)        | 32  | 17 | 9  | 6  | 056:310 | +25   | 60     |
| 3.  | FK Lovćen Cetinje            | 32  | 14 | 9  | 9  | 050:380 | +12   | 51     |
| 4.  | FK Igalo 1929                | 32  | 13 | 9  | 10 | 052:350 | +17   | 48     |
| 5.  | FK Iskra Danilovgrad         | 32  | 11 | 9  | 12 | 037:360 | +1    | 42     |
| 6.  | FK Grbalj Radanovići         | 32  | 9  | 10 | 13 | 033:490 | −16   | 37     |
| 7.  | FK Podgorica                 | 32  | 7  | 12 | 13 | 042:540 | −12   | 33     |
| 8.  | FK KOM Podgorica             | 32  | 7  | 7  | 18 | 028:540 | −26   | 28     |
| 9.  | FK Ibar Rožaje (N)           | 32  | 6  | 6  | 20 | 023:540 | −31   | 24     |

Platzierungskriterien: 1. Punkte – 2. Direkter Vergleich (Punkte, Tordifferenz, geschossene Tore) – 3. Tordifferenz – 4. geschossene Tore

| (A) | Absteiger aus der Prva Crnogorska Liga 2023/24   |
| (N) | Aufsteiger aus der Treća Crnogorska Liga 2023/24 |

## Relegation
Der Achtplatzierte spielte gegen den Dritten der Druga Liga, der Neuntplatzierte gegen den Zweiten der Druga Liga. Die Spiele fanden am 30. Mai und 4. Juni 2025 statt.
|                   | Gesamt |                   | Hinspiel | Rückspiel |
| ----------------- | ------ | ----------------- | -------- | --------- |
| FK Lovćen Cetinje | 0:4    | FK Arsenal Tivat  | 0:0      | 0:4       |
| FK Jezero Plav    | 2:0    | FK Rudar Pljevlja | 1:0      | 1:0       |

Alle Vereine blieben in ihren jeweiligen Ligen.